# Srednja Sestrica (Rivanj)
Koordinati:   44°10′33″N, 15°00′04″E
Srednja Sestrica je majhen nenaseljen otoček v Jadranskem morju, ki pripada Hrvaški.
Otoček leži severozahodno od otoka Rivanj, od katerega je oddaljen okoli 1,5 km in vzhodno od Sestrunja, od katerega je oddaljen okoli 1 km, med otočkoma Velika in Mala Sestrica. Površina Sr. Sestrice meri 0,105 km². Dolžina obalnega pasu je 1,63 km. Najvišji vrh je visok 23 mnm.